# Liste der Biografien/Bu
Liste der Biografien |
Portal Biografien |
Personensuche
# |
A |
B |
C |
D |
E |
F |
G |
H |
I |
J |
K |
L |
M |
N |
O |
P |
Q |
R |
S |
T |
U |
V |
W |
X |
Y |
Z |
?
 
Ba |
Be |
Bd |
Bg |
Bh |
Bi |
Bj |
Bl |
Bm |
Bn |
Bo |
Br |
Bs |
Bu |
Bw |
By |
Bz
 
Bua |
Bub |
Buc |
Bud |
Bue |
Buf |
Bug |
Buh |
Bui |
Buj |
Buk |
Bul |
Bum |
Bun |
Buo |
Buq |
Bur |
Bus |
But–Buz
Die Liste der Biografien führt alle Personen auf, die in der deutschsprachigen Wikipedia einen Artikel haben. Dieses ist eine Teilliste mit 9 Einträgen von Personen, deren Namen mit den Buchstaben „Bu“ beginnt.

## Bu
- Bu Bing († 1734 v. Chr.), König der Shang-Dynastie
- Bu Ren († 1534 v. Chr.), chinesischer Herrscher, elfter oder zwölfter König der Shang-Dynastie in China
- Bu, Shawn (* 1986), deutscher Filmregisseur, Kameramann, Filmeditor und WebvideoproduzentShawn Bu (* 1986)

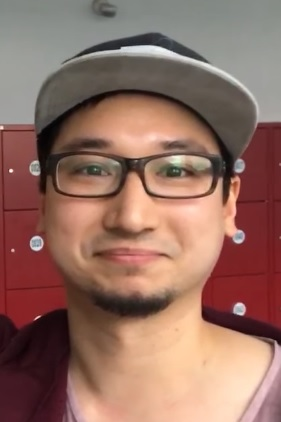
Shawn Bu (* 1986)

- Bu, Tao (* 1983), chinesischer Baseballspieler
- Bu, Wancang (1900–1973), chinesischer Filmregisseur
- Bu, Xiangzhi (* 1985), chinesischer Schachmeister
- Bu, Xiaolin (* 1958), chinesische Politikerin
- Bu, Yuanshi (* 1976), chinesische Rechtswissenschaftlerin
- Bu, Yunchaokete (* 2002), chinesischer Tennisspieler